# Red Bull X2010
La Red Bull X2010 (originariamente chiamato Red Bull X1) è un prototipo da competizione realizzato per il videogioco della PlayStation 3 Gran Turismo 5 e Gran Turismo 6. Il prototipo è stato progettato dal Red Bull Chief Technical Officer Adrian Newey in collaborazione con Yamauchi. Le ruote di questo prototipo sono coperte, per aumentare la deportanza a bassa e a media velocità.

## Descrizione
La X2010 è stata progettata da Adrian Newey, ingegnere capo della Red Bull Racing e da Kazunori Yamauchi per il videogioco Gran Turismo 5. Il prototipo è stato progettato per dare ai fan del gioco l'auto migliore che sia stata mai costruita, un'auto che possiede una velocità imbattibile al di fuori delle normative. È nettamente superiore alle auto della Formula 1 in termini sia di velocità sia di manovrabilità. Inizialmente si pensò di progettarla con soltanto le ruote anteriori coperte mentre le posteriori dovevano essere scoperte, doveva essere alimentata da un motore a induzione forzata in grado di produrre 1479 CV, con la capacità di raggiungere i 470 km/h e una forza di 6 G. Ma in seguito Adrian Newey decise di introdurre la tecnologia ventilata per migliorare l'aerodinamica, da lungo tempo un suo sogno.
In questo modo l'aria costretta a passare sotto l'auto fa abbassare la pressione dell'aria sotto la vettura generando una forza costante indipendentemente dalla velocità, in questo modo si mantiene un'alta velocità anche in curva. La X2010 quindi è in grado di raggiungere i 500 km/h con un peso di 545 kg grazie al rivestimento in carbonio e al vetro protettivo simile a quello dei jet militari.
L'unico modello realizzato è situato presso l'hangar Red Bull di Salisburgo.

### X2011 e X2014 Fan Car
È stata prodotta un'altra versione del prototipo, la X2011, con un'ala posteriore più grande e con una velocità massima superiore.
In seguito succede X2014 e X2014 Fan Car